# Alue Mee
Alue Mee is een bestuurslaag in het regentschap Pidie Jaya van de provincie Atjeh, Indonesië. Alue Mee telt 321 inwoners (volkstelling 2010).